# بالاجانو
بَلَجيانة أو بَلَجيانو أو (نقحرة: بالاجانو) (بالإيطالية: Palagiano)‏ هي بلدية في مقاطعة طارنت في إقليم بولية الإيطالي.

## السكان
في سنة 1861 بلغ عدد السكان 2٬933 نسمة، وتطور العدد ليصل في سنة 2011 لـ 16٬052 نسمة.
يظهر هذا المخطط البياني تطور النمو السكاني لـ بَلَجيانة